# Institut des hautes études de défense nationale
L’Institut des hautes études de défense nationale (IHEDN), fondé en octobre 1936, est un établissement public administratif français d'expertise et de sensibilisation en matière de Défense, placé sous la tutelle directe du Premier ministre.

## Origines

### Collège des hautes études de défense nationale
Le Collège des hautes études de Défense nationale est institué le 14 août 1936 par décret. La première session s’ouvre le 15 octobre de cette même année, boulevard Victor à Paris, dans les locaux du ministère de l’Air. D’octobre 1936 à mars 1939, le vice-amiral Raoul Castex, alors préfet maritime et commandant en chef de la 2e région maritime à Brest, est le premier directeur du Collège. La déclaration de la guerre, en septembre 1939, écourte la troisième session et entraîne la cessation des activités du CHEDN. Celles-ci reprennent après la capitulation mettant fin à la Seconde Guerre mondiale.

### Institut des hautes études de défense nationale
L'Institut des hautes études de défense nationale (IHEDN), de son nom actuel, s'installe en 1948 à l'École militaire en tant qu'institut de formation qui vise à « promouvoir l'esprit de défense du territoire national ». Sa mission consiste à préparer des hauts-fonctionnaires, des officiers généraux ou supérieurs et des personnes particulièrement qualifiées d'un point de vue économique ou social à tenir les emplois les plus élevés dans les organismes chargés de la préparation et de la conduite de la guerre,. En 1979, à la suite d'un décret, l'institut est placé sous l’autorité du Premier ministre, responsable de la Défense nationale aux termes de la Constitution, par l’intermédiaire du Secrétaire général de la Défense et de la Sécurité nationale (SGDSN). Un nouveau décret no 97-817 du 5 septembre 1997 érige l’IHEDN en établissement public à caractère administratif (EPA).
À la suite du Livre blanc sur la Défense et la Sécurité nationale publié en 2008, l’IHEDN se réorganise en un pôle « défense-affaires étrangères », se diversifie et s’ouvre au national et à l’international. Ses champs de compétences sont recentrés sur les questions de défense, de politique étrangère, d’armement et d’économie de défense,.
Au mois de janvier 2010, l’IHEDN fusionne avec le centre des hautes études de l'Armement (CHEAr), contribue aux formations organisées par le ministère des Affaires étrangères et européennes (MAEE) et se rapproche de l'Institut national des hautes études de la sécurité et de la justice (INHESJ).

## Missions
Les missions de l'IHEDN sont fixées par l'article R1132-13 du code de la Défense :
- réunir des responsables de haut niveau appartenant à la fonction publique civile et militaire et aux autres secteurs d'activité de la nation en vue d'approfondir en commun leur connaissance des grands problèmes de défense, ce qui inclut de soutenir la poursuite des activités des anciens auditeurs,
- conduire des études et des recherches et apporter son concours aux ministères et aux établissements d'enseignement supérieur et de recherche dans le domaine de la Défense,
- promouvoir les enseignements universitaires de défense en liaison avec le ministre chargé de l'Enseignement supérieur.

## Direction
Conformément à sa vocation, l'IHEDN est doté d’une structure mixte, à la fois civile et militaire. L'organisme est chapeauté par un conseil d'administration dont le président est nommé par décret du Premier ministre. Le conseil comprend notamment le secrétaire général de la Défense et de la Sécurité nationale (SGDSN), un député et un sénateur, le président de l'Union des associations d'auditeurs (UNION-IHEDN) et le directeur de l'IHEDN.
Le directeur est également nommé par décret parmi les officiers généraux ou les hauts fonctionnaires de rang équivalent. Il est assisté d'un adjoint. En pratique, à part le cas de l'inspecteur général des finances Essig (1958-1960), le directeur est un militaire. Comme le veulent les textes, son adjoint est un civil et il serait militaire dans le cas inverse.
Parmi les officiers généraux et hauts fonctionnaires qui ont dirigé l'IHEDN figurent :
- le vice-amiral Raoul Castex (1936-1939)
- le général d’armée Charles Mast (1948-1949)
- l'inspecteur général des finances Jean Essig (1958-1960),
- le général d’armée Fernand Gambiez (1961-1964)
- le général de corps d’armée Jacques de Guillebon (1966-1969)
- le général de corps d’armée Georges Buis (1969-1972)
- le général de corps d'armée André Marty (1977-1980)
- l'amiral Gérard de Castelbajac (1980-1982)
- le général de division aérienne Claude Pozzo di Borgo (1982-1984)
- le vice-amiral d’escadre René Hugues (1986-1988)
- le général de corps d'armée François Bresson (1992-1994)
- le général de corps aérien Bernard Norlain (1994-1996)
- le général de corps d'armée Bernard Janvier (1996-1998)
- le général de corps d’armée Raymond Germanos (1998-1999)
- le vice-amiral d'escadre Jacques Célerier (1999-2001)
- le général de corps aérien Jean-François Louvion (2001-2003)
- le général de corps d'armée Xavier de Zuchowicz (2003-2005)
- le vice-amiral d’escadre François Dupont (2005-2007)
- le général de corps aérien Laurent Labaye (2007-2009)
- le vice-amiral Richard Laborde (2009-2012)
- le général de corps d'armée Jean-Marc Duquesne (2012-2014)
- le général de corps d'armée Bernard de Courrèges d'Ustou (2014-2018)
- le général de corps d'armée Patrick Destremau (2018-2021)
- le général de corps d'armée Benoît Durieux (2021-2024)
- le général de corps d'armée Hervé de Courrèges (2024-)[8]

## Formations
D’une durée compatible avec l’exercice de responsabilités opérationnelles de haut niveau, les formations reposent sur un partage d’expériences entre hauts responsables issus du service public et de la société civile qui dépasse les segmentations socioprofessionnelles et nationales.
Cette pédagogie inductive se décline en trois axes :
- les « travaux en comités » ;
- les « conférences-débats » au cours desquelles s’expriment des intervenants de haut niveau ;
- les « visites et missions d’études » sur le terrain qui permettent une approche concrète de l’enseignement dispensé.

Des exercices de « mise en situation » de prise de décision dans un environnement stratégique et la rédaction collective de « notes de position » complètent cette pédagogie.
Chaque année, l’ensemble des formations de l’IHEDN concerne environ 1 500 auditeurs.
Les thèmes d’études sont définis à partir des domaines d’actualité traités sous l’angle de la politique de défense, de la politique étrangère, de la politique d’armement et de l’économie de défense. Chaque année, l’ensemble des formations de l’IHEDN concerne environ 4500 auditeurs.
L’IHEDN propose différentes formations :
- une session nationale ;
- des sessions en région ;
- des sessions européennes et internationales ;
- des cycles jeunes ;
- des cycles spécialisés[5].

### Sessions nationales
Les sessions nationales « Politique de défense », « Enjeux et stratégies maritimes», « Armement et économie de défense », Défense et sécurité économique et, « Souveraineté numérique et cybersécurité » visent à permettre l’approfondissement des connaissances de hauts responsables sur les questions de défense (conventionnelle ou numérique), de politique étrangère, d’armement et d’économie de défense. Elles s’adressent à un milieu socioprofessionnel plus ou moins homogène selon la session concernée, mais dont la diversification est le gage d’une « fertilisation croisée » réalisée par l’échange entre des auditeurs avertis ou garants d’un espace de réflexion collective et de débats d’idée. Les activités des sessions alternent des travaux en comité faisant appel à la réflexion stratégique, des ateliers de mise en situation et des missions d’études en France ou à l’étranger. Les auditeurs bénéficient d’autre part de conférences prononcées par de hauts responsables de la Défense, de l’industrie d’armement, selon la session nationale, ou d’autorités réputées dans leurs domaines. Au cours de leur formation, les auditeurs sont sensibilisés aux questions de sécurité grâce à deux volets indissociables : le socle commun, visant à forger une culture de défense commune, et une majeure, choisie entre cinq, pour un approfondissement d’un sujet spécifique. Les listes des auditeurs, arrêtées par le Premier ministre, sont publiées au Journal officiel.
La session « Politique de défense » vise l’approfondissement des connaissances des auditeurs sur les questions de défense et de politique étrangère. Elle questionne les fondements des politiques de défense en les inscrivant dans l’environnement international et stratégique : connaissance de l’outil de défense, des caractéristiques de conflits contemporains, des enjeux interministériels et des relations civilo-militaires, compréhension des transformations du contexte international. Elle se déroule à Paris, de septembre à juin. Elle est composée de 100 auditeurs environ, français et étrangers, âgés de 35 à 50 ans, relevant de quatre domaines professionnels :
- des officiers des trois armées, de la Gendarmerie nationale, de la DGA et des services, qui sont au même moment auditeurs au Centre des hautes études militaires ;
- des hauts responsables de la fonction publique ;
- des cadres et dirigeants des différents secteurs de la vie économique ;
- des personnalités « qualifiées » : élus, médias, responsables d’associations, de syndicats, d’organisations professionnelles…

Les activités de l’année s’échelonnent sur 50 demi-journées d’études, réparties généralement le vendredi toute la journée et le samedi matin, auxquelles s’ajoutent 30 jours de missions d’études sur le territoire national ou à l’étranger, soit 55 jours de formation.
La session « Armement et économie de défense » a pour objet d’élargir les connaissances des auditeurs relatives aux problématiques du domaine de l’armement et de l’économie de défense, dans le cadre de la stratégie de sécurité nationale. Elle vise à comprendre l’écosystème des forces armées, à faire connaître ou à approfondir la compréhension du secteur de l’industrie de défense, à saisir les enjeux de souveraineté.
Elle se déroule à Paris de septembre à juin, les jeudis et vendredis. Elle regroupe chaque année une cinquantaine de cadres français et étrangers de haut niveau, associant:
- des représentants de la direction générale de l’Armement (DGA) et du ministère de la Défense, de l’administration,

- des dirigeants de l’industrie de défense ainsi que des représentants de la société civile.

La durée totale de la formation est de 45 journées environ. pour 45 auditeurs environ, français et étrangers, âgés de 35 à 50 ans. Axée sur les problématiques de l’armement et, plus généralement de défense, avec une place particulière donnée à l'économie de défense et à la construction européenne, cette formation permet de donner une meilleure connaissance du milieu industriel de défense et d’approfondir les liens entre ses différentes composantes.
La session « Défense et sécurité économiques », qui se concentre sur les défis cruciaux liés à l’économie comme champ d’affrontement. Les risques tels que la coercition économique, les attaques cyber, les menaces à la souveraineté exigent une coordination renforcée des moyens et la mobilisation des compétences. Cette formation prospective vise à développer les compétences des auditeurs pour anticiper et répondre à ces enjeux. Objectifs incluent l’acquisition d’une vision globale des enjeux de sécurité économique, la compréhension des risques d’ingérences et le développement d’une réflexion stratégique sur les politiques de sécurité économique nationale et européenne.
La session « Enjeux et stratégies maritimes » explore les défis cruciaux liés à la maritimisation du monde à travers l’approfondissement de la connaissance du milieu, la compréhension de la globalité et de la complexité des enjeux, notamment de défense et de sécurité nationale, l’appréhension des questions relatives au territoire français ultra-marin.
La session « Souveraineté numérique et cybersécurité » répond aux enjeux actuels de la transformation numérique et de la cybersécurité. Il s’agit de comprendre la nature et la portée de cette transformation numérique, de développer une réflexion stratégique sur les questions de la cyberdéfense et cybersécurité, d’appréhender le rôle crucial de la cyberdéfense dans la défense nationale et l’adaptation de l’État à ce nouvel enjeu.

### Session en Région
Les sessions en région sont destinées à sensibiliser les auditeurs, à promouvoir la culture de défense et de sécurité nationale, voire à approfondir leurs connaissances sur ces sujets ainsi que sur les questions internationales. Le public est largement diversifié afin d’optimiser la nécessaire prise de conscience collective des enjeux de défense et de sécurité par la société française. Depuis 1954, quatre sessions régionales sont organisées chaque année sur tout le territoire, y compris outre-mer. Elles sont composées de 50 auditeurs environ, âgés de 30 à 55 ans, qui proviennent pour la moitié du secteur public, militaire et civil, et pour l’autre moitié du secteur privé. Les activités se déroulent sur quatre périodes de quatre jours de travaux, réparties sur six semaines, suivies de deux journées de clôture. Chaque session est articulée en quatre modules (un par semaine) :
- enjeux stratégiques (introduction au contexte global dans lequel s’inscrivent la défense et la sécurité de la France),

- connaissances des armées et de l’outil de défense de la France (présentation, à l’échelle nationale, des fondements de la défense française, de son organisation, de ses ressources et de ses moyens d’action),

- risque et gestion des crises (appréhension des enjeux de sécurité au niveau local),

- coopérations et conflits internationaux (ouverture de la réflexion sur les coopérations à développer afin de promouvoir la défense et la sécurité).

Les lundis sont libres afin de permettre aux auditeurs de répondre à leurs engagements professionnels. Le recrutement s’effectue entre les sixième et le quatrième mois, avant le début de chaque session. Les candidats peuvent s’inscrire auprès de la préfecture (Service interministériel de défense et de protection civile). Arrêtée par le Premier ministre, la liste des auditeurs est publiée au Journal officiel au terme de chaque session.

### Cycles «IHEDN Jeunes»
Depuis 1996, des séminaires « Jeunes » sont organisés. Au nombre de sept à huit chaque année, et organisés en région parisienne, en province et en outre-mer ; ils regroupent environ 80 jeunes âgés de 20 à 30 ans, avec un niveau master. Durant une semaine, ces jeunes, issus de l’enseignement supérieur ou de la vie professionnelle, se familiarisent avec les problèmes de défense et de sécurité, au même titre et selon la même pédagogie que leurs aînés, reposant sur le triptyque : conférences-débats, travaux de comités et visites. Ces séminaires sont organisés sur le principe de l’internat pour favoriser la cohésion.
Ils ont pour objectifs de contribuer au développement de l’esprit de défense chez les étudiants et jeunes actifs, et de favoriser la compréhension mutuelle et l’action collective. La formation aborde les enjeux stratégiques tout en offrant une initiation didactique aux outils et structures de défense, accessible à tous et encourageant le croisement des perspectives
Il est à noter que l'acception de "jeunes" est variable, dès lors qu'il se destine également, selon la brochure de la formation, "aux jeunes cadres de l'administration publique ou d'entreprises", "aux militaires des trois armées, de la gendarmerie [...] du grade de sergent au grade de capitaine", ainsi qu'aux "personnes en recherche d'emploi".

### Formations internationales
Les sessions internationales se déclinent en deux éléments, les sessions « Politique de défense » et les sessions « Armement et économie de défense ».

#### Sessions internationales «politiques de défense»
Les sessions « Politique de défense » sont organisées depuis 1980, en partenariat avec les ministères de l’Europe et des Affaires étrangères (MEAE) et des Armées. Elles sont destinées aux hauts responsables étrangers, civils et militaires afin de réfléchir et débattre sur les enjeux de sécurité et de défense propres à leurs régions et de les familiariser avec les visions française et européenne sur ces questions. Le recrutement se fait par l’intermédiaire des ambassades à l'étranger. Ces sessions internationales concernent : Ces sessions internationales concernent
- le Forum de l’IHEDN sur le continent africain (Fica) qui accueille une cinquantaine de représentants des pays du continent (durée : 8 jours) ;

- la Session internationale euro-méditerranéenne (Siem) qui réunit une quarantaine d’auditeurs issus de la plupart des pays des deux rives du Bassin méditerranéen (durée : 8 jours) ;

- la Session internationale Asie/Moyen-Orient (Siamo) qui rassemble une quarantaine d’auditeurs en provenance d’Asie et des pays du Golfe (durée : 8 jours) ;

- la Session internationale Amérique latine (Sial) qui regroupe une trentaine d’auditeurs d’Amérique centrale, d’Amérique du Sud et des Caraïbes (durée : 8 jours).

#### Sessions internationales «armement et économie de défense»
Les sessions « Armement et économie de défense » sont organisées en partenariat avec le ministère chargé des affaires étrangères et la direction générale de l'Armement (DGA/DI). Elles regroupent depuis 1994 des auditeurs français et étrangers, exerçant des responsabilités étatiques ou industrielles de haut niveau, provenant d’une même zone géographique. Elles favorisent une meilleure connaissance entre hauts responsables de l’administration et de l’industrie, appelés à travailler ensemble sur des programmes d’équipements militaires. Et permettent de renforcer la compréhension mutuelle des enjeux de défense et d’expliquer les positions françaises et européennes. Elles sont de deux types :
- les sessions « Armement et économie de défense » destinées à une quinzaine d'industriels de l'armement pendant 5 jours.
- et les sessions « Defence Equipment Procurement International Session ».

Et elles concernent
- le Forum de l’IHEDN sur le continent africain (Fica) qui accueille une cinquantaine de représentants des pays du continent (durée : 8 jours) ;

- la Session internationale euro-méditerranéenne (Siem) qui réunit une quarantaine d’auditeurs issus de la plupart des pays des deux rives du Bassin méditerranéen (durée : 8 jours) ;

- la Session internationale Asie/Moyen-Orient (Siamo) qui rassemble une quarantaine d’auditeurs en provenance d’Asie et des pays du Golfe (durée : 8 jours) ;

- la Session internationale Amérique latine (Sial) qui regroupe une trentaine d’auditeurs d’Amérique centrale, d’Amérique du Sud et des Caraïbes (durée : 8 jours).

#### Séminaires bilatéraux
Les séminaires bilatéraux s'inscrivent dans le cadre de coopération entre la France et l'un de ses partenaires sur des questions de coopération et de développement. Leur organisation se fait conjointement avec les instituts ayant des fonctions similaires à l'IHEDN dans le pays concernés.
Ces séminaires sont propices à mener une réflexion stratégique sur les coopérations en matière de défense et de diplomatie, et participent au rayonnement des politiques de sécurité et de défense françaises. L’objectif est également de partager de l’information, de s’inspirer mutuellement et de contribuer à une meilleure coopération institutionnelle voire opérationnelle. L’IHEDN dispose de memoranda of understanding avec l’Indonésie, la Malaisie, le Pakistan et la Corée du Sud et entretient une coopération régulière avec l’Allemagne, la Pologne et la Belgique. Les thématiques récemment évoquées avec les partenaires asiatiques portaient notamment sur la stratégique française pour l’Indo-Pacifique, les conséquences de la guerre en Ukraine sur celle-ci ou encore sur la menace nucléaire.

#### Activités européennes
Le Collège européen de sécurité et de défense (CESD), créé en 2005, est constitué de l'ensemble des instituts nationaux des États membres de l'Union européenne. Il conseille le Haut Représentant de l'Union pour les affaires étrangères et la politique de sécurité. Les États tiers sont autorisés à assister à ces rencontres sur invitations. Ces formations intéressent les 27 pays de l’Union européenne, mais aussi les organisations internationales et les pays tiers. Une formation de gestion civilo-militaire des crises est organisée dans son cadre.
Depuis 2009, l'IHEDN organise des journées de rayonnement de l’IHEDN à Bruxelles. Cette journée consiste en un séminaire cherchant à identifier des liens entre la politique de sécurité et de défense commune et les activités de la Commission européenne.
L'activité européenne se décline aussi dans la session européenne des responsables d'armement, devenue annuelle depuis 1989. Une soixantaine de hauts responsables de l’administration et de l’industrie européennes concernés par les questions d’armement se réunissent alors.
Parmi les autres activités liées au domaine de l'armement se trouvent :
- le séminaire Eurostamp organisé en partenariat avec l'Académie fédérale de la Bundeswehr,
- la coopération Ideaa (pour International Defense Education and Acquisition Arrangement) qui réunit les académies de défense américaines, allemande, britannique, française, espagnole, suédoise et australienne.

L'activité européenne réunit des responsables civils de haut niveau, des officiers supérieurs et des cadres d'entreprises liées à la défense. Les participants sont sélectionnés par invitation, doivent maîtriser l'anglais et posséder une solide expérience dans le domaine de l'armement. Un thème central est choisi chaque année et le programme se compose de conférences-débats (50%), de visites de sites militaires et industriels (30%) et de travaux en comités (20%), favorisant ainsi les échanges et les discussions sur des sujets communs.

### Formations thématiques

#### Cycles «Intelligence économique et stratégique»
Quatre cycles sont programmés chaque année. Ils se déroulent sur une durée de 7 jours répartis sur deux mois consécutifs et chacun d’eux regroupe 40 auditeurs environ.
Ces cycles comprennent une quinzaine de conférences-débats, illustrées par des cas concrets et animées par des personnalités et spécialistes des sujets abordés, dans l’objectif d’apprendre aux participants à concevoir, mettre en œuvre et piloter une démarche d’intelligence économique et stratégique dans leur organisation.

#### Séminaires thématiques «Intelligence économique»
Ils ont lieu huit fois par an et permettent aux auditeurs déjà sensibilisés à cette matière de maîtriser diverses facettes de l’intelligence économique. D’une durée de deux jours, selon les sujets abordés, ces séminaires ont pour objectif d'améliorer les connaissances du sujet par des études de cas concrets sur des thèmes tels que le lobbying, la gestion de crise, l’intelligence juridique, les outils de veille, le knowledge management…

#### Séminaires thématiques «Stratégies d’influence/Lobbying»
Deux fois par an, l'IHEDN organise des séminaires de deux jours sur l'influence et le lobbying. Ces séminaires ont pour objectifs d’approfondir la compréhension des leviers et des méthodes d’influence organisationnelle en mettant l’accent sur les techniques de lobbying. Ils regroupent 40 auditeurs environ venant des secteurs public et privé.

#### Séminaires thématiques «cybersécurité»
L’objectif des séminaires thématiques est de fournir aux participants des outils et des connaissances pratiques pour protéger leurs structures contre les risques et menaces pesant sur les systèmes d’information. La formation est assurée pendant deux jours, pour 40 auditeurs environ.

#### Séminaires thématiques «maîtrise des risques à l’international, éthique et conformité»
Les sessions « maîtrise des risques à l’international, éthique et conformité » abordent les défis de la conduite d’affaires à l’échelle internationale, en soulignant les risques juridiques et de réputation, explorent l’éthique des affaires, la conformité, et les méthodes de due diligence, en examinant les meilleures pratiques liées à la lutte anti-corruption et blanchiment. Regroupant 40 auditeurs environ, la formation est assurée pendant deux jours.

#### Séminaires thématiques «banque et l’industrie de défense»
En réponse à une demande des industriels de la défense, la commission de la Défense nationale de l’Assemblée nationale a proposé à l’IHEDN de développer un séminaire visant à faciliter le dialogue entre institutions bancaires, acteurs du capital-investissement et l’industrie de la défense. Le 11 mai 2023 un séminaire a ainsi été organisé en collaboration avec la Fédération Bancaire Française et le GICAT (qu’est-ce que c’est ?), couvrant des sujets tels que le cadre juridique, les enjeux à l’export de l’armement, et les besoins spécifiques du secteur de la défense. Cette initiative vise à renforcer la compréhension mutuelle et à soutenir le financement de la base industrielle et technologique de défense. La formation est assurée pendant 9 heures sur une journée, pour 30 auditeurs environ.

#### Briefing des ambassadrices et ambassadeurs
L’IHEDN organise régulièrement pour les ambassadrices et les ambassadeurs étrangers à Paris des conférences/petit-déjeuner sur des thématiques liées aux politiques de défense et de sécurité ainsi qu’aux relations internationales afin d’exposer les positions françaises sur ces sujets. Les interventions sont assurées en priorité par de hauts fonctionnaires ou par des officiers supérieurs et généraux français, sous la règle de Chatham House.

#### Formation avec l’Institut diplomatique et consulaire
Ce partenariat propose plusieurs modules de formation au profit de vingt-deux ambassadrices et ambassadeurs nommés pour la première fois aux fonctions de chef de poste diplomatique. À l’été 2022, il s’agissait de 15 agents à mi-carrière du ministère de l’Europe et des Affaires étrangères et de 19 agents ayant fait leur entrée au Quai d’Orsay en 2022. L’IHEDN se positionne ici comme interlocuteur de référence pour ces diplomates sur les questions de diplomatie de défense.  

### Autres séminaires
En fonction de l’actualité et de la demande, l’Institut est en mesure de mettre en place des séminaires adaptés, notamment dans le cadre de la formation continue ou au profit des entreprises. Ils sont organisés autour de conférences-débats avec des experts.
Ces séminaires sont :
- le séminaire « Défense et sécurité des activités judiciaires » : dans le cadre de la formation continue et en partenariat avec le ministère de la Justice, un séminaire annuel est organisé pour une trentaine de hauts magistrats, pendant deux journées. L’objectif est de les informer sur l’évolution des menaces liées, notamment, aux actions terroristes et aux risques de toute nature.
- le séminaire pour les préfets : en relation avec le ministère de l’Intérieur, l’Institut organise un séminaire annuel destiné aux préfets, d’une durée d’un jour et demi. Il sensibilise les participants aux menaces et à leur impact sur la sécurité de nos sociétés et permet d’établir des liens entre les grands enjeux internationaux et des préoccupations plus locales.
- les séminaires pour les parlementaires : en relation avec l’Assemblée nationale et le Sénat, en alternance, deux séminaires d’une matinée sont organisés à l’attention des parlementaires de ces deux chambres, élus ou nouvellement élus. Ils leur donnent l'occasion de les associer à la réflexion majeure de la Défense, à huis clos, avec les hauts décideurs publics.
- le séminaire « Sensibilisation à la Défense nationale » : dans le cadre de la formation des stagiaires de l’Institut diplomatique et consulaire et en partenariat avec le ministère des Affaires étrangères et européennes, un séminaire annuel est organisé pendant deux journées. L’objectif est de faire connaître aux stagiaires le monde militaire et de leur présenter les missions des forces armées aujourd’hui en les illustrant concrètement par le biais d’ateliers.

## Recherche
Dans les domaines relevant de sa mission, l’IHEDN peut conduire, seul ou en coopération avec d’autres organismes français ou étrangers, des études et des recherches, notamment dans les domaines relatifs aux contenus de ses formations. Il peut apporter son concours aux ministères et aux établissements d’enseignement supérieur et de recherche.
En liaison avec le ministère chargé de l’Enseignement supérieur, il promeut les enseignements universitaires portant sur les questions de défense, de relations internationales, d’armement et d’économie de défense.
Afin de mettre en œuvre ces dispositions et de favoriser la coopération avec le monde universitaire et de la recherche, l’IHEDN concentre ses efforts autour de deux axes : le soutien aux étudiants chercheurs et la valorisation de la recherche.

### Programme de soutien financier aux doctorants de l’IHEDN
Initié par le Secrétariat général de la défense et de la sécurité nationale (SGDSN), désireux de favoriser un secteur de la recherche en sciences humaines et sociales, le programme s’adresse aux étudiants inscrits en doctorat en sciences humaines et sociales.
Les lauréats sont sélectionnés par le conseil scientifique de l’IHEDN, composé d’universitaires et de personnalités qualifiées, présidé par le directeur de l’IHEDN. Ils bénéficient pendant un an d’un soutien financier dans le cadre duquel leurs frais de recherche, en particulier ceux qui concernent les séjours de terrain, sont pris en charge.
Ces lauréats constituent, par ailleurs, une équipe de chercheurs au sein de l’Institut et sont ainsi appelés à se rencontrer mensuellement afin de s’informer sur l’avancée de leurs travaux respectifs.

### «Prix scientifiques» de l’IHEDN
Créés en 1998, les « Prix scientifiques » de l’IHEDN récompensent les meilleurs travaux de recherche, mémoires de master 2 recherche et thèses de doctorat, soutenus dans l’année, qui font progresser les connaissances en matière de défense et de sécurité dans le domaine des sciences humaines et sociales.
Les lauréats sont choisis par le conseil scientifique de l’IHEDN, composé d’universitaires et de personnalités qualifiées, présidé par le directeur de l’IHEDN.

## Manifestations
L’Institut organise aussi des colloques, des tables rondes et des rendez-vous mensuels comme les « Lundis de l’IHEDN » ou plus exceptionnels, selon l’actualité, comme « Les grands témoins ».

### Colloques et tables rondes
L’objectif des colloques et des tables rondes est de permettre à l’Institut de participer au débat stratégique par des événements publics, mais également de constituer un laboratoire d’idées au profit de l’Institut, en testant l’intérêt suscité par les thématiques choisies. Les succès des tables rondes peuvent être repris sous une autre forme (sujet de travaux, formation ad hoc, etc.) sur une plus longue durée.

### «Lundis de l’IHEDN»
Les rendez-vous des « Lundis de l’IHEDN » sont des lieux de débat public sur les questions stratégiques de défense et de politique étrangère. Ces conférences mensuelles, suivies d’un temps de débat, visent à satisfaire l’appétit d’un public de connaisseurs sur des problématiques d’actualité présentées par des intervenants reconnus sur un thème d’étude défini pour l’ensemble de l’année.

## «Cercle des partenaires»
Le « Cercle des partenaires » de l’IHEDN porte avec l’Institut le développement de ses nouveaux axes d’action en direction des jeunes, la création de chaires d’enseignement-recherche, et le déploiement des activités dans le cadre européen et à l’étranger.
Le « Cercle des partenaires » est constitué sous forme d’un fonds de dotation. Il permet aux entreprises partenaires de rejoindre la dynamique de développement de l’Institut tout en bénéficiant des avantages fiscaux liés au mécénat.

## Associations
Outre le fait de maintenir les liens créés durant les sessions ou à l’occasion des différentes formations, les associations d’auditeurs (loi de 1901) travaillent à la diffusion de la culture de défense ainsi qu’à la prise de conscience collective des enjeux de défense et de sécurité en prenant part à la communauté de l'IHEDN. Le maillage qu’elles représentent sur le territoire national est une aide précieuse pour l’action de l’IHEDN qui, en retour, leur apporte un soutien permanent.
La Communauté de l'IHEDN s'articule autour de quatre pôles : l'IHEDN, l'UNION-IHEDN, Les Jeunes IHEDN et le Fonds de dotation de l'IHEDN.
Créée en 1975, l'UNION-IHEDN fédère une partie des associations (41 associations) soit environ 5300 adhérents : 
- L’association nationale AA-IHEDN, créée en 1948, est composée des auditeurs des sessions nationales et des cadres de l’Institut.

- Les 32 associations régionales RÉGION-IHEDN, créées progressivement à partir de 1955, regroupent, sur une base géographique, tous les auditeurs et participants à des formations de l’IHEDN, résidant sur le territoire national, outre-mer compris.

Au fur et à mesure de la création de nouvelles sessions spécialisées, des associations thématiques ont vu le jour pour accompagner l’action de l’Institut.
- 1977 : AFEDS-IHEDN, association pour la formation et les études de défense et de sécurité,
- 1988 : EUROPE-IHEDN, association des participants aux sessions européennes de l’IHEDN,
- 1999 : IE-IHEDN, association des auditeurs en Intelligence Economique de l'IHEDN
- 2004 : EUROMED-IHEDN, regroupant les participants aux sessions internationales euro-méditerranéennes,
- 2006 : AFRIQUE-IHEDN, regroupant les participants des sessions du « Forum de l’IHEDN sur le continent africain »,
- 2010 : AMLAT-IHEDN, regroupant les auditeurs des sessions internationales d’Amérique latine,
- 2010 : AMO-IHEDN, pour les auditeurs des sessions internationales Asie/Moyen-Orient,
- 2010 : AACHEAr, association des auditeurs et cadres des hautes études de l’armement, a rejoint l’UNION-IHEDN.

En parallèle et depuis 1996, Les Jeunes IHEDN (ex: ANAJ-IHEDN), regroupent environ 2800 adhérents parmi les auditeurs des séminaires IHEDN-Jeunes, master 2 "Défense-Géopolitique" et "Grandes écoles" ainsi que tous les jeunes, étudiants et professionnels, intéressés par les questions de Défense et de Sécurité.

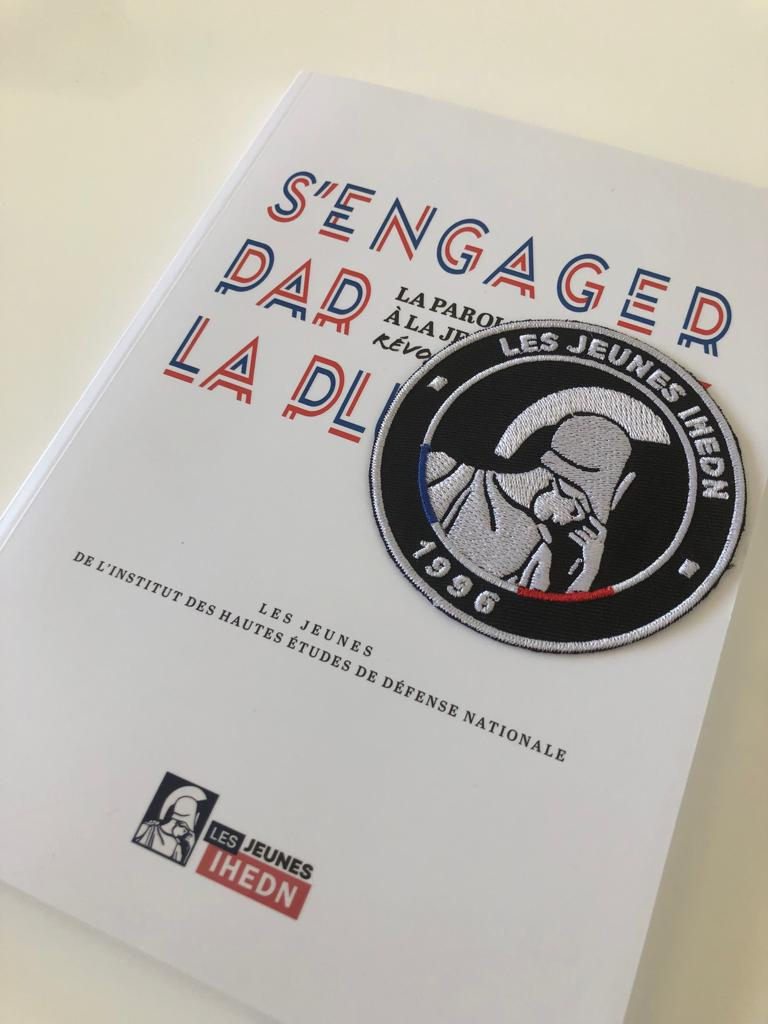
S'Engager par la plume 2022 - Les Jeunes IHEDN.

## Sources